# Hajo Banzhaf
Hajo Banzhaf (* 15. Mai 1949 in Gütersloh; † 11. Februar 2009 in München) war ein deutscher Astrologe, Buchautor und Herausgeber auf dem Gebiet der Esoterik, insbesondere zum Tarot.

## Leben und Werk
Hajo Banzhaf studierte nach dem Abitur Sprachwissenschaft in Frankreich und später Philosophie an der Westfälischen Wilhelms-Universität in Münster. Nach einer zwölfjährigen Laufbahn in einer Münchner Privatbank arbeitete er ab 1985 als freiberuflicher Buchautor, Astrologe und Seminarleiter. Zwischen 1992 und 2000 war er als Herausgeber der Reihe Kailash Buch im Hugendubel-Verlag tätig. Er verfasste zahlreiche Bücher zu den Themen Astrologie und Tarot, von denen Das Arbeitsbuch zum Tarot (1988) in zwanzig verschiedenen Sprachen erschienen ist. Mit seiner Frau Brigitte Theler (1959–2007) lebte und arbeitete er in München. Gemeinsam mit ihr gründete er 2003 den Tarot e. V.
Hajo Banzhaf starb im 60. Lebensjahr.

## Bücher
- Das Tarot-Handbuch. Hugendubel, München 1986; Goldmann, München 1998, ISBN 3-442-21503-X.
- Das Arbeitsbuch zum Tarot. Diederichs, München 1988; Hugendubel, München 2003, ISBN 3-7205-2424-8, ISBN 978-3-7205-2846-7 (inkl. Kartenset)
- Tarot-Spiele. Methodik – Legesysteme – Deutungsbeispiele. Hugendubel, München 1988; Kailash, München 2009, ISBN 978-3-424-63002-2.
- Schlüsselworte zum Tarot. Goldmann, München 1990, ISBN 3-442-12077-2, ISBN 3-442-12126-4 (inkl. Kartenset)
- Tarot als Wegbegleiter (mit Elisa Hemmerlein). Hugendubel, München 1993; Goldmann, München 1999, ISBN 3-442-21501-3.
- Schlüsselworte zur Astrologie (mit Anna Haebler). Hugendubel, München 1994; ebd. 2008, ISBN 978-3-7205-6041-2.
- Die vier Elemente in Astrologie und Tarot (mit Markus Becker). Goldmann, München 1994; ebd. 2000 (als Der Mensch in seinen Elementen), ISBN 3-442-12216-3.
- Du bist alles, was mir fehlt. Suchbild und Selbstbild im Horoskop (mit Brigitte Theler). Hugendubel, München 1996; Goldmann, München 2009, ISBN 978-3-442-21878-3.
- Schlüsselworte zum Crowley-Tarot (mit Brigitte Theler). Hugendubel, München 1998; Goldmann, München 1999, ISBN 3-442-21524-2.
- Das Tarotbuch. Goldmann, München 2001, ISBN 3-442-33646-5, ISBN 3-442-33649-X (inkl. Kartenset)
- Tarot. Weisheiten für jeden Tag. Integral, München 2003, ISBN 3-7787-9112-5.
- Der Crowley-Tarot (mit Akron). Hugendubel, München 2004, ISBN 3-7205-2514-7, ISBN 3-7205-2515-5 (mit Crowley-Tarot-Deck)
- Tarot und der Lebensweg des Menschen. Hugendubel, München 2005, ISBN 3-7205-2705-0.
- Gut beraten mit Tarot. Goldmann, München 2005, ISBN 3-442-33744-5, ISBN 3-442-33748-8 (inkl. Kartenset)
- Der Universal-Waite-Tarot (inkl. Kartenset). Urania, Neuhausen 2005, ISBN 3-03819-006-3.
- Symbolik und Bedeutung der Zahlen. Goldmann, München 2006, ISBN 3-442-33760-7.
- Universal Waite – ganz einfach (inkl. Kartenset). Urania, Neuhausen 2007, ISBN 978-3-03819-310-4.
- Geschichten vom Firmament. Ein Lesebuch der Sternenwelt. Kailash, München 2007, ISBN 978-3-7205-6025-2.
- Tarot für Anfänger. Grundlagen – Legemuster – Deutungen. Königsfurt-Urania, Krummwisch 2008; erw. A. ebd. 2010, ISBN 978-3-86826-528-6.
- Der verborgene Blick. Neue Perspektiven mit dem Vice-Versa-Tarot (mit Susanne Zitzl). Kailash, München 2009, ISBN 978-3-424-63001-5.
- Zwischen Himmel und Erde. Quintessenz aus Esoterik, Astrologie und Tarot. Königsfurt-Urania, Krummwisch 2009, ISBN 978-3-86826-522-4.